# Ashina Morishige
Ashina Morishige (蘆名 盛隆?; 1575 – 8 novembre 1631) è stato un daimyō giapponese del periodo Sengoku, appartenente al clan Ashina.
Morishige era il secondo figlio di Satake Yoshishige ed era conosciuto anche come 'Yoshihiro'. Nel 1587 sposò la figlia di Ashina Moritaka. La sua successione come daimyō degli Ashina dopo l'assassinio di Moritaka creò conflitti all'interno del clan e una serie di servitori si avvicinò ai Date, che si erano offerti per fornire un erede. Così gli Ashina e i Satake si allearono contro il clan Date e si scontrarono contro quest'ultimi nella battaglia di Hitadori nel 1585. Il fallimento di quella campagna e problemi interni al clan consentirono a Date Masamune di mettere fine agli Ashina. Date Masamune sconfisse Morishige nella battaglia di Suriagehara e successivamente catturò Kurokawa (1589). A Morishige fu permesso di andare in ritiro nella provincia di Hitachi dal clan Satake.